# Jaśkowce (Białoruś)
Jaśkowce (biał. Яськаўцы, Jaśkaucy; ros. Яськовцы, Jaśkowcy) – wieś na Białorusi, w obwodzie grodzieńskim, w rejonie lidzkim, w sielsowiecie Dubrowna, przy wschodniej obwodnicy Lidy.
Obok wsi położony jest port lotniczy Lida.

## Historia
W XIX i w początkach XX w. położone były w Rosji, w guberni wileńskiej, w powiecie lidzkim, w gminie Lida.
W dwudziestoleciu międzywojennym leżały w Polsce, w województwie nowogródzkim, w powiecie lidzkim, w gminie Lida. W 1921 miejscowość liczyła 144 mieszkańców, zamieszkałych w 28 budynkach, wyłącznie Polaków wyznania rzymskokatolickiego.
Po II wojnie światowej w granicach Związku Sowieckiego. Od 1991 w niepodległej Białorusi.